# Gagnon (Québec)

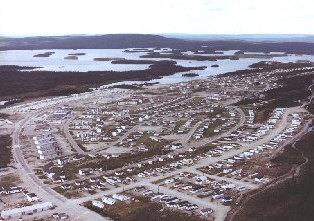
Luftansicht 1972

Gagnon ist eine Geisterstadt in der Provinz Québec in Kanada. Die in der Region Côte-Nord gelegene frühere Bergarbeiterstadt wurde im Oktober 1984 durch Beschluss der Nationalversammlung von Québec aufgelöst.

## Geschichte
Im hohen Norden der Provinz Québec, in der Nähe der Seen Lac Jeanninine und Lac Barbel, wurden 1957 Eisenerzvorkommen gefunden, woraufhin die Québec Cartier Mining Company eine Bergarbeitersiedlung gründete. Benannt wurde sie nach dem Politiker Onésime Gagnon, dem Vizegouverneur der Provinz Québec. 1960 erfolgte die offizielle Gründung der Stadt. Bewohner der Provinz, aber auch Einwanderer u. a. aus Italien und Portugal, arbeiteten in dem Bergwerk und wohnten in der modernen Kleinstadt, die um die 4000 Einwohner zählte. Anfänglich konnte Gagnon nur durch Bahn und Flugzeuge erreicht werden. Das 50-Megawatt-Kraftwerk Hart-Jaune von 1960 versorgte Bergwerk und Stadt. Die Route 389 zur 300 Kilometer entfernten Stadt Baie-Comeau entstand erst bis 1987, also drei Jahre nach der Auslösung des Ortes.
Die Arbeiterstadt hatte nur in den ersten Jahren eine positive Entwicklung. Bereits Mitte der 1970er Jahre erschöpfte sich das Erzvorkommen und 1977 wurde das Bergwerk geschlossen. Die Produktionsstätten wurden zum 90 Kilometer entfernten Fire Lake verlegt und die Arbeiter mussten zu diesem Ort pendeln. 1984, nach der Auflösung des Ortes, wurde Häuser und Straßen abgebaut, nur zwei Straßen mit der Kreuzung im früheren Zentrum sowie die Tagebauhalden verblieben. Eine Feier der Bewohner sollte 2015 an den Ort erinnern.